# Karl-Heinz Röber
Karl-Heinz Röber (* 1915; † 1999) war ein deutscher Apotheker. Bekannt wurde Röber in den 1950er-Jahren durch seine Verfassungsbeschwerde, als er sich gegen die Nichtzulassung seiner Apotheke an das Bundesverfassungsgericht in Karlsruhe wandte. Sein Fall sorgte für ein bundesweites Medienecho und sowohl in seinem Berufsstand, als auch bei den Landesbehörden für Aufsehen. Das daraus folgende Apotheken-Urteil ging in die bundesdeutsche Rechtsgeschichte ein, indem das Gericht erstmals die Gestalt der Berufsfreiheit in Artikel 12 des Grundgesetzes umfassend auslegte und sich dadurch als Verfassungsorgan emanzipierte, das den Gesetzgeber in Verfassungsfragen korrigieren darf.
Röber wurde im Jahr 1915 während des Ersten Weltkriegs geboren und durchlebte anschließend zunächst die Zeit der Weimarer Republik und des Nationalsozialismus. Er wuchs im sächsischen Döbeln auf und studierte Pharmazie, woraufhin er im Jahr 1940 approbierte. Nach dem Kriegsdienst ließ er sich zunächst als Apotheker in der sowjetischen Besatzungszone nieder. Dort verwaltete er ab 1945, die im vogtländischen Oelsnitz bestehende Markt-Apotheke, deren Staatspächter er später wurde. Hintergrund für die Verpachtung war die Verkürzung der Apothekenbetriebsrechte in der DDR, bei der die Eigentümer mit dem Realmarktwert entschädigt wurden. Die neuen Betriebsrechte für die Apotheke erhielt er anschließend durch die Verpachtung der Apotheke durch den Staat an ihn. Dabei geriet Röber in finanzielle Schwierigkeiten, weil der Staat ihm den Pachtzins falsch berechnete und die Zahlung verlangte. Zudem hatte er den bisherigen Apothekeninhaber für die Übernahme der Einrichtung in Höhe von 5.000 und 13.000 Mark nicht vollständig ausbezahlt. Durch diesen Druck sah er sich darin veranlasst, an den Gesundheitsminister der DDR, Luitpold Steidle (DDR-CDU), persönlich zu schreiben und eine Frist zur Entscheidung über die zu hohe Rückforderung des zu leistenden Pachtzinses zu treffen. Dabei drohte er dem Minister mit der Schließung der Landesapotheke unter Berufung auf das Zurückbehaltungsrecht im BGB, soweit nicht bis zum 20. Oktober 1954 eine An- oder Verordnung im Zentralverordnungsblatt oder Gesetzblatt erscheine oder er durch den Minister persönlich eine Bescheinigung mit Dienstsiegel erhalte. Da die in der DDR unter staatlicher Aufsicht gestellte Pharmazie nicht seinen Vorstellungen des Apothekenwesens entsprach, flüchtete er im März 1955 nach Bayern.
Nach der Flucht aus der DDR wohnte Röber in Erlstätt und war seit April 1955 als Angestellter in einer Apotheke in Traunstein tätig. Die Gegend erkundete er mit dem Fahrrad und fand schließlich in der Bahnhofsstraße des neu entstehenden Traunreut ein Haus, was für eine Apotheke infrage kam und wurde mit dem Hauseigentümer über das Vorhaben einig. Im Juli 1956 beantragte Röber daher bei der Regierung von Oberbayern eine Betriebserlaubnis zur Eröffnung einer Apotheke in Traunreut. Seinen Antrag lehnte die Behörde mit Schreiben vom 29. November 1956 ab, da die benachbarten Apotheken durch ein mögliches Überangebot in ihrer Existenz bedroht seien, woraufhin er Einspruch einlegte, der am 12. Juni 1957 zurückgewiesen wurde. Stattdessen bot man ihm die Übernahme einer Landapotheke (Einmann-Apotheke) mit 55.000 DM Umsatz an. Gegen die Entscheidung der Bezirksregierung von Oberbayern als Verwaltungsbehörde legte Röber unmittelbar beim Bundesverfassungsgericht ohne die sonst erforderliche Ausschöpfung des Rechtswegs Verfassungsbeschwerde ein. Seiner Bitte um Umgehung des sonst üblichen Rechtswegs entschied das Gericht in seinem Sinne und nahm die Beschwerde an. Die Gerichtsakte mit den Sondervoten wurde im Jahr 2018 im Rahmen einer Ausstellung nach 60 Jahren öffentlich zugänglich gemacht.
Zunächst war für den 30. April 1958 eine Verhandlung vor dem Bundesverfassungsgericht angesetzt. Schließlich fand am 11. Juni 1958 in Karlsruhe die Urteilsverkündung statt. Röber bekam Recht zugesprochen, wodurch er rechtlich betrachtet in die Lage versetzt wurde, eine Apotheke in Trautreut zu eröffnen. In der Urteilsbegründung gibt das Gericht die Sachverständigenauskunft wieder, dass zu der damaligen Zeit mindestens etwa 50.000 DM oder vielleicht sogar 72.000 bis 75.000 DM an Investitionen zur Gründung einer Apotheke erforderlich seien. Die „Gründungsfähigkeit“ habe eine Apotheke bei einem Umsatz von 150.000–200.000 DM, so ein Sachverständiger. Allerdings verlor Röber in der Zwischenzeit das Geld, um eine Apotheke zu eröffnen, weshalb er zunächst für zehn Jahre in Rosenheim als Angestellter tätig war, bevor er schließlich in Garmisch-Partenkirchen die Zugspitz-Apotheke unter eigener Regie eröffnete. Im Jahr 2012 schloss die von Röber eröffnete Zugspitz-Apotheke in Garmisch-Partenkirchen.

## Trivia
Der Bayerische Rundfunk zeigt in seiner Sendung „Stadterhebung Traunreut 1960“ vom 7. Oktober 1960 in der 45. Sekunde die Löwen-Apotheke in Traunreut und damit, dass auch nach dem Urteil nur eine Apotheke im Ort existierte.